# Buccellato

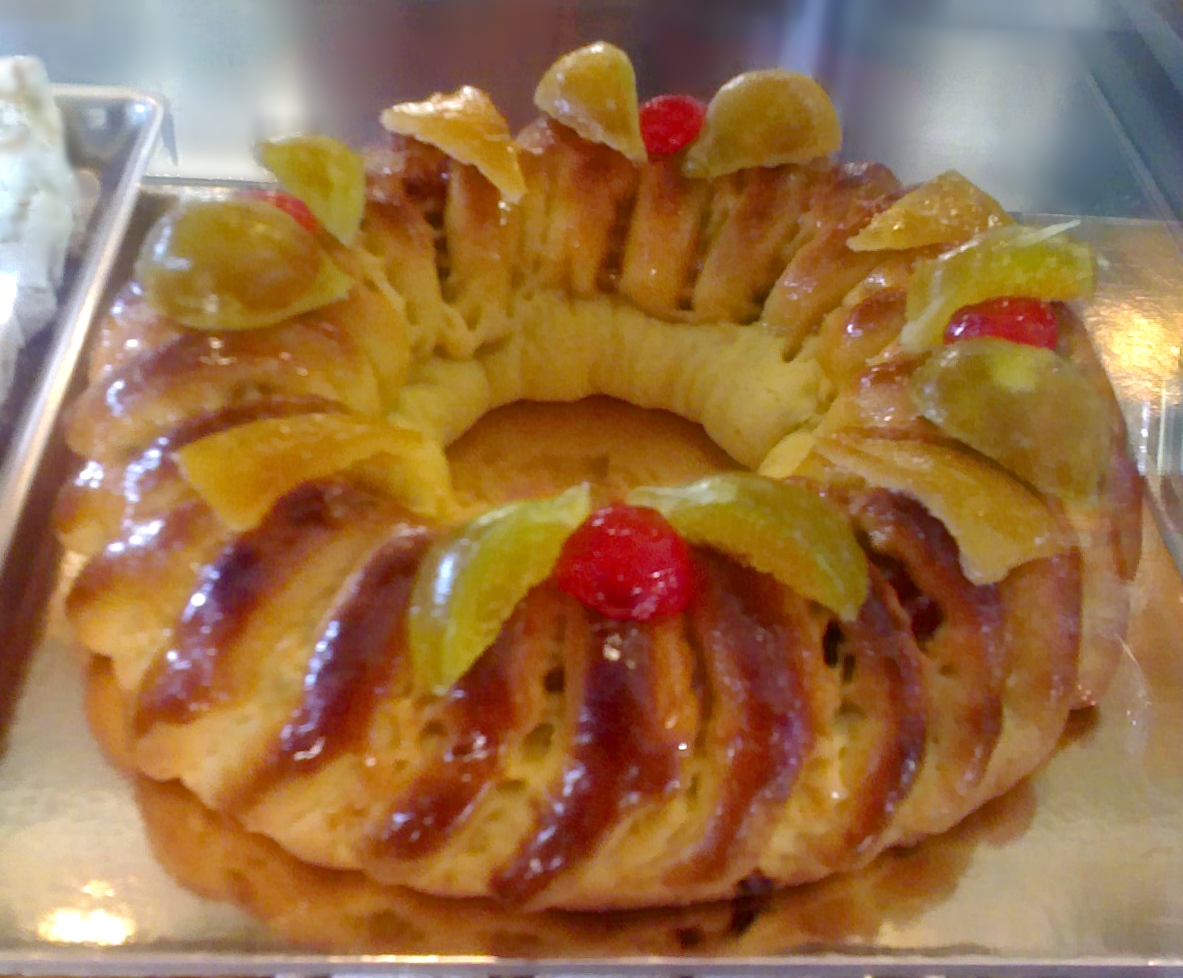
Buccellato numa pastelaria de Palermo

Buccellato ou cucciddatu é um doce tradicional da Sicília, difundido em toda a ilha e consumido no Natal.
É um doce com uma massa com crosta fina, em forma de toro. É decorado de várias maneiras e recheado com figos secos, passas, amêndoa, casca de laranja e outros ingredientes, que variam conforme o local.
O recheio de amêndoas é uma massa de amêndoas peladas, açúcar e chocolate. O recheio de figos, mais tradicional, é uma massa constituída por figos secos, fruta cristalizada e chocolate.[carece de fontes?]
Sendo assado no forno, o buccellato conserva-se durante muito tempo, estando presente nas mesas sicilianas durante todo o período natalício.[carece de fontes?]
O nome vem do latim, buccellātus (plural, buccellāta), de buccella que significa bocado, com origem em buccellatum, uma bolacha feita com farinha, água e sal muito resistente à umidade, consumida pelos soldados romanos. No tempo do imperador Teodósio, os soldados recebiam estas bolachas, bem como vinho, vinagre, bacon e carne de carneiro.